# Rémy Di Grégorio
Rémy Di Grégorio (født 31. juli 1985 i Marseille) er en fransk landevejscykelrytter. Han blev juniorverdensmester på enkeltstart i 2003. Han blev professionel i 2005 da han skrev under for Française des Jeux. I 2007 vandt han bjergkonkurrencen i Liège-Bastogne-Liège og Dauphiné Libéré.